# あきち
あきち（1989年1月20日 - ）は、日本のファッションモデル。東京生まれ・在住。神奈川県出身。身長160センチ、体重44.3キログラム、スリーサイズは88-58-85。

## 来歴
2006年の『小悪魔ageha』誌6月号で同誌に初登場。以降、週に2〜3回のコンパニオンのアルバイトと併行させつつ、同誌に読者モデルとして登場してきた。
『伝説の深夜番組』と言われた『ギルガメッシュないと』の14年ぶりの復活番組にあたる『ギルガメッシュLIGHT』が2012年に放送開始を迎えると、宇多丸、SILVA、丸高愛実、野田彩加、太田千晶、石原夕里朱、壇蜜、神庭美帆、神庭亜夢、および立花陽香とともにレギュラー出演。7月に至るまで継続的に出演した。

## 人物
東京に出生。短期大学在学中に一人暮らしを開始し、キャバクラでのアルバイトから学費と生活費を工面。卒業後から半年間のフリーター生活を経て、知人の会社でOLとして半年間の勤労に従事した。
2008年に迎えた自身20歳の誕生日当日、自宅が強盗に入られ、タンス貯金をはじめ全財産を奪われ、一文無しへ。さらに2010年半ばに父がかねてより没入していた外国為替証拠金取引で失敗してしまったことにより、自宅を売り払った末、両親は離婚。父、母、弟とそして自身とからなる一家は離散した。

## 出演
- 雑誌
  - 『小悪魔ageha』（読者：2006年6月号より）
- テレビ番組
  - 『幸せ!ボンビーガール』（2011年4月28日・5月4日、日本テレビ） - ゲスト
  - 『ギルガメッシュLIGHT』（2012年1月13日 - 7月27日、BSジャパン） - G9（仮）1期生
  - 『アニソンぷらす』（2012年4月9日・16日、テレビ東京） - 共演:吉木りさ
  - 『おノロケ』（2012年4月18日、フジテレビ） - カップルで出演
  - 『ドリームクリエイター』（2012年10月18日、テレビ東京） - ゲスト